# Patrick (Carolina del Sud)
Patrick è un comune degli Stati Uniti d'America, situato in Carolina del Sud, nella Contea di Chesterfield.